# Reinu
Reinu es una localidad del municipio de Saarde, en el condado de Pärnu, Estonia. Tiene una población estimada, en 2020, de 26 habitantes.
Está ubicada al sur del condado, cerca de la frontera con Letonia y con el condado de Viljandi.